# میلس بای ایمست
میلس بای ایمست (به آلمانی: Mils bei Imst) یک منطقهٔ مسکونی در اتریش است که در ناحیه ایمست واقع شده‌است. میلس بای ایمست ۳٫۴۹ کیلومتر مربع مساحت دارد ۷۴۳ متر بالاتر از سطح دریا واقع شده‌است.